# Rosa Amelia Guzmán
Rosa Amelia Guzmán là một nhà báo, nhà nữ quyền và người nổi tiếng ở Salvador. Sau đó, bà trở thành vợ thứ hai của cựu tổng thống Salvador Arturo Araujo và là một trong ba phụ nữ đầu tiên được bầu để phục vụ trong Hội đồng Lập pháp của El Salvador.

## Hoạt động
Đầu năm 1935, những phụ nữ trí thức hàng đầu ở El Salvador, bao gồm Guzmán, Tránsito Huezo Córdova de Ramírez, Claudia Lars, Matilde Elena López, María Loucel, Ana Rosa Ochoa và Lilian Serpas, đã phát các chương trình trên đài phát thanh tư nhân đầu tiên của El Salvador, La Voz de Cuscatlán thảo luận về các vấn đề xã hội và chính trị. Năm 1945, Guzmán và Ana Rosa Ochoa thành lập tạp chí Tribuna Femenina (Hội nữ quyền) là tiếng nói chính thức của Hiệp hội Phụ nữ Dân chủ El Salvador. Mục tiêu của Hiệp hội là đạt được quyền bầu cử cho tất cả phụ nữ trong một xã hội dân chủ. Năm 1947, Guzmán, Ochoa, Huezo Córdova và những người khác tham gia với Graciela de Alfaro Jovel, Marina de Barrios, Luz Cañas Arocha, Lucila de González, Salvadora de Marroquín, Clara Luz Montalvo, Olivia Montalvo, María Cruz Palma (sau de Yáñes), Ada Gloria Parreles, Laura de Paz, Estebana Perla, Soledad de Rivera Escobar, María Solano de Guillén và Faustina Villegas để thành lập Liga Femenina Salvadoreña (LFS) (Liên đoàn nữ quyền Salvador). Cuối năm đó, Guzmán và Ochoa là đại diện của LFS tại Primer Congreso Interamericano de Mujeres, được tổ chức tại thành phố Guatemala, Guatemala để thảo luận về các sáng kiến hòa bình quốc tế, quyền bầu cử và chiến lược tự do dân sự.
Năm 1950, Guzmán và LFS đã ép Reynaldo Galindo Pohl, người đứng đầu Hội đồng lập hiến trao cho phụ nữ quyền bầu cử. Sau khi thành công, họ sau đó đã thúc ép các sắc lệnh để bảo vệ quyền của trẻ em, bao gồm cả những đứa trẻ được sinh ra ngoài giá thú, trẻ mồ côi hoặc tội phạm. Cùng năm đó, Tribuna Femenina đổi tên thành Heraldo Femenino và mở rộng phạm vi của nó để bao gồm ngang giá kinh tế cho phụ nữ. Trong khoảng thời gian này, tên của Guzmán bắt đầu xuất hiện với tên Rosa Amelia Guzmán de Araujo, khi bà kết hôn với cựu tổng thống Arturo Araujo, một kỹ sư. Họ có một đứa con, Armando Araujo. Năm 1956, Guzmán de Araujo, Blanca Ávalos de Méndez và María Isabel Rodríguez (politician), được bầu làm Phó Đại biểu nữ đầu tiên trong Hội đồng Lập pháp El Salvador. 